# Виланова сул'Арда
Видано̀ва сул'А̀рда (на италиански: Villanova sull'Arda, на местен диалект Vilanòva, Виланьова) е село и община в северна Италия, провинция Пиаченца, регион Емилия-Романя. Разположено е на 42 m надморска височина. Населението на общината е 1969 души (към 2010 г.).